# جون أتكينز
جون أتكينز (بالإنجليزية: John Atkins)‏ هو دراج بريطاني، ولد في 7 أبريل 1942.